# Ide Oumarou
Ide Oumarou (ur. 1937, zm. 2002) – nigerski dyplomata i pisarz francuskojęzyczny, dyrektor kancelarii przewodniczącego Najwyższej Rady Wojskowej (1974–1979), przedstawiciel Nigru w ONZ (1980–1983), minister spraw zagranicznych (1983–1985), sekretarz generalny Organizacji Jedności Afrykańśkiej.